# 2e division blindée (armée impériale japonaise)
Pour les articles homonymes, voir 2e division.
La 2e division (戦車第2師団, Sensha Dai-ni Shidan) est une unité de chars de l'armée impériale japonaise. Son nom de code est Division Attaque (撃, Geki).

## Histoire
La 2e division blindée est établie au Mandchoukouo le 24 juin 1942.
Basée à Mudanjiang dans le nord du pays, elle a pour mission principale de garder la frontière orientale avec l'union Soviétique sous le commandement de la 1re armée régionale japonaise.
En raison de la détérioration de la situation japonaise dans la guerre du Pacifique, les unités restantes de la 2e division blindée sont réassignées à la 14e armée régionale japonaise et envoyées aux Philippines où elles sont annihilées pendant la campagne des Philippines lors de plusieurs engagements à Luçon, Leyte et Mindanao par des troupes communes américano-philippines.
La 2e division blindée est reconstituée au Japon comme unité d'entraînement après le désastre aux Philippines. En février 1945, son 11e régiment blindé est transféré sous le contrôle de la 5e armée régionale japonaise et transformé en 91e division. Elle est stationnée dans le nord des îles Kouriles où elle combat l'armée soviétique durant l'invasion des Îles Kouriles à la fin de la Seconde Guerre mondiale. Elle est officiellement démobilisée en septembre 1945 comme le reste de l'armée impériale japonaise.

## Commandants
|   | Nom                                  | De                | À                 |
| - | ------------------------------------ | ----------------- | ----------------- |
| 1 | Lieutenant-général Tasuku Okada (en) | 20 septembre 1942 | 7 décembre 1943   |
| 2 | Lieutenant-général Yoshiharu Iwanaka | 27 décembre 1943  | 30 septembre 1945 |